# Katol
Katol es una ciudad y  municipio situada en el distrito de Nagpur en el estado de Maharashtra (India). Su población es de 43267 habitantes (2011). Se encuentra a 56 km al oeste de Nagpur.

## Demografía
Según el censo de 2011 la población de Katol era de 43267 habitantes, de los cuales 22064 eran hombres y 21203 eran mujeres. Katol tiene una tasa media de alfabetización del 90,12%, superior a la media estatal del 82,34%: la alfabetización masculina es del 92,78%, y la alfabetización femenina del 87,37%.